# Иоганн Георг I (князь Ангальт-Дессау)
Иоганн Георг I Ангальт-Дессауский (нем. Johann Georg I. von Anhalt-Dessau; 9 мая 1567, Гарцгероде, Саксония-Анхальт — 24 мая 1618, Дессау, Ангальт-Дессау) — князь Ангальт-Дессау из династии Асканиев.

## Биография
Иоганн Георг — сын князя Иоахима Эрнста Ангальтского и его первой супруги Агнессы Барбиской.
22 февраля 1588 года князь Иоганн Георг женился на Доротее Мансфельдской, которая умерла на пятом году брака. После соблюдения приличествующего траура князь Иоганн Георг женился во второй раз 31 августа 1595 года на Доротее Пфальц-Зиммернской. В этом браке родились Иоганн Казимир Ангальт-Дессауский и Кунигунда Юлиана Ангальт-Дессауская.
До 1606 года Иоганн Георг I правил и от имени своих младших братьев. По договору раздела, принятому в том же году, он получил дессаускую часть земель и сеньорат. Князь продолжил распространение Реформации, «отменяя сохранившиеся традиции и церемонии».
24 августа 1617 года Иоганн Георг стал сооснователем Плодоносного общества. Князь считался образованным человеком, имевшим познания во многих областях, в особенности в астрологии и алхимии. Его библиотека насчитывала более 3 тысяч томов.

## Потомки
В двух браках у Иоганна Георга родилось десять дочерей и шесть сыновей.
В первом браке с Доротеей Мансфельд-Арнштейн:
- София Елизавета (1589—1622), замужем за Георгом Рудольфом Легницким
- Агнесса Магдалена (1590—1626), замужем за Отто Гессен-Кассельским, сыном Морица Гессен-Кассельского
- Анна Мария (1591—1637)
- Иоахим Эрнст (1592—1615)
- Кристиан (1594)

Во втором браке с Доротеей Пфальц-Зиммернской:
- Иоганн Казимир (1596—1660), князь Ангальт-Дессау, женат на Агнессе Гессен-Кассельской, затем на Софии Маргарите Ангальтской
- Анна Елизавета (1598—1660), замужем за графом Вильгельмом Генрихом Бентгейм-Штейнфуртским
- Фридрих Мориц (1600—1610)
- Элеонора Доротея (1602—1664), замужем за герцогом Вильгельмом Саксен-Веймарским
- Сибилла Кристина (1603—1686), замужем за графом Филиппом Морицем Ганау-Мюнценбергским (1605—1627), затем за графом Фридрихом Казимиром Ганау-Лихтенбергским (1623—1685)
- Генрих Вальдемар (1604—1606)
- Георг Ариберт (1606—1643)
- Кунигунда Юлиана (1607/08-1683), замужем за ландграфом Германом IV Гессен-Ротенбургским (1607—1658), сыном Морица Гессен-Кассельского
- Сюзанна Маргарита (1610—1663). замужем за графом Иоганном Филиппом Ганау-Лихтенбергским (1626—1669)
- Иоганна Доротея (1612—1695), замужем за графом Бентгейм-Текленбургским
- Ева Екатерина (1613—1679)